# Дамшайд
Дамшайд (нем. Damscheid) — община в Германии, в земле Рейнланд-Пфальц.
Входит в состав района Рейн-Хунсрюк. Подчиняется управлению Санкт-Гоар-Обервезель. Население составляет 640 человек (на 31 декабря 2010 года). Занимает площадь 15,10 км².